# 施羅默·桑德
施羅默·桑德（1946年9月10日—）是以色列歷史學家，特拉维夫大学歷史學教授。主要研究領域為民族与民族主义、法国知识分子历史和电影史。其代表作為《虚构的犹太民族》、《虚构的以色列地》和《我为何放弃做犹太人》，被稱為「虚构三部曲」。

## 生平
1946年出生於奥地利林茨的一个难民营裡，其父母是波兰犹太人。1948年隨父母移居雅法。
1982年，获得法国社会科学高等研究院博士学位。
桑德的著作「虚构三部曲」引发了激烈的爭論。在2008年首度出版的著作《虚构的犹太民族》中，桑德認為犹太民族和以色列国家的形成是被「编纂」或「虚构」的历史。此書獲得了《纽约时报》年度好书、法国“今天奖”年度最佳非虚构类图书、《独立报》年度最杰出史学著作等荣誉，截至2017年時已被譯為21种語言。
在《我为何放弃做犹太人》中，桑德表示放棄自己的猶太人身分。

## 著作
- 《知识分子、真相和权力：从德雷福斯事件到海湾战争》（Intellectuals, Truth and Power: From the Dreyfus Affair to the Gulf War）
- 《词语和土地：以色列知识分子和民族主义神话》（The Words and the Land: Israeli Intellectuals and the Nationalist Myth）
- 「虚构三部曲」
  - 《虚构的犹太民族》（The Invention of the Jewish People）
  - 《虚构的以色列地》（The Invention of the Land of Israel）
  - 《我为何放弃做犹太人》（How I Stopped being a Jew）